# Holarrhena
Holarrhena là chi thực vật có hoa trong họ Apocynaceae.